# Yaşar Nuri Öztürk
 (décembre 2014).
Yaşar Nuri Öztürk, né le 5 février 1951 à Bayburt et mort le 22 juin 2016 à Istanbul, est un théologien coraniste, juriste, chroniqueur et parlementaire turc.

## Biographie
Yaşar Nuri Öztürk est né le 22 juin 1945 à Sürmene  (Trabzon) et a grandi dans la région de la Mer Noire où il apprend l'arabe et récite le Coran depuis son enfance. Il a servi en tant que membre du corps professoral et doyen de l'université d'Istanbul pendant plus de 26 ans. Il a enseigné la pensée islamique au Séminaire Théologique de Barrytown à New York pendant un an en tant que professeur invité. Il a également contribué à la section islamique de l'anthologie « L'Écriture du Monde » (“The World Scripture”). Il a donné de nombreuses conférences sur la pensée islamique, l'humanisme et les droits de l'homme en Turquie, aux États-Unis, en Europe, au Moyen-Orient et dans les Balkans. Yasar Nuri Ozturk représente une interprétation de l'islam qui est laïque et progressiste[évasif]. Il a réalisé une traduction turque du Coran. Cette traduction (plus de 300 impressions entre 1993 et 2013) est le livre le plus imprimé dans l'histoire de la République turque. 
Son magnum opus, « L'islam du Coran » (The Islam of the Qur’an) est considéré[Par qui ?] comme l'un des travaux pionniers prônant une renaissance dans le monde musulman, c'est-à-dire un « retour à l'essence du Coran ». Son interprétation des textes sacrés rend compatible religion, démocratie et laïcité. Il va même jusqu'à affirmer que les valeurs démocratiques, les droits de l'homme et la laïcité sont un commandement du Coran et donc d'Allah. Yaşar Nuri Öztürk se hisse dans le top 10 des personnalités les plus influentes du 20e siècle dans la catégorie scientifiques et penseurs selon un sondage réalisé auprès du public par le magazine Time, The Most Important People of the 20th. Century.
Ses livres sont publiés en turc, en allemand, en anglais et en persan.
Yaşar Nuri Öztürk est décédé le 22 juin 2016 des suites d'un cancer de l'estomac.

### Articles
- « l'Islam et l'Europe », Die Zeit, 20 février 2003,
- « Islam et démocratie »[2],
- « Islam-Batı İlişkileri ve bunun kei Ülkelerindeki Yansımaları » (Chelovecheskiy Faktor: Obschestvo i Vlast, avril 2004),
- nombreux entretiens qu'il a donné sur l'Islam, l'Occident et la laïcité (al-Ahram, hebdomadaire, 1er-7 février 2001)
- sa théorie selon laquelle la laïcité est un commandement du Coran ont eu un impact profond en Occident et dans le monde musulman[3].

## Œuvres
| - Kur'an'ı Tanıyor musunuz? (O'nu hiç okudunuz mu?) - Din Maskeli Allah Düşmanlığı "Şirk" ve Şirke Tepkinin Felsefeleşmesi: "Deizm" - Allah ile Aldatmak - Türkiye'ye Mektuplar - Asr-ı Saadet Şehitleri - Kur'an'ı Anlamaya Doğru - 400 Soruda İslam - Ehl-i Beyt'in Annesi Hazreti Fatıma - Kur'an-ı Kerim ve Türkçe Meali - Kur'an Açısından Küresel Afetler - Kur'an'ın Öğrettiği Dualar - Atatürk'ten Sonraki CHP (Çağı Yanlış Okumanın Serüveni) - Batı Sömürgeciliği ve İslam Dünyası - Anadilde İbadet Meselesi Çiğnenen Bir Kitlesel Hakkın Savunulması - Kur'an Açısından Şeytancılık (Satanizm ve Ötekiler) - Cevap Veriyorum (Gerçek Dini Arayanlarla Baş Başa) - İslam Nasıl Yozlaştırıldı Vahyin Dininden Sapmalar, Hurafeler, Bid'atlar - Depremin Gösterdikleri (Yeni Yüzyıl İçin Uyarılar) - Kur'an'ın Temel Kavramları - Kur'an'daki İslam - Fatiha Suresi Tefsiri | - Tarihi Boyunca Bektaşilik - Tasavvufun Ruhu ve Tarikatlar - Mevlana ve İnsan - Kur'an ve Sünnete Göre Tasavvuf - Kur'an Penceresinden Kurtuluş Savaşı'na Bir Bakış - Asrı Saadetin Büyük Kadınları - Yeniden Yapılanmak Kur'an'a Dönüş - Din ve Fıtrat (Yaratılış) - Çıplak Uyarı - Kur'an Açısından Küresel Afetler - Arapçılığa Karşı Akılcılığın Öncüsü: İmamı Azam Ebu Hanife - İmamı Azam Savunması (Şehit Bir Önder İçin Apolocya) - Kur'an'ın Yarattığı Mucize Devrimler - İnsanlığı Kemiren İhanet DİNCİLİK (Zulümleriyle Dini Kirletenlerin Tarihi) - Maun Suresi Böyle Buyurdu (Din Maskeli Zulme Tanrı'nın Vuruşu) - Enel Hak İsyanı Hallâc-ı Mansur (Darağacında Miraç) - 2 Cilt - Arapçılığa Karşı Akılcılığın Öncüsü İmamı Azam Ebu Hanife (Esas Fikirleri Gölgelenen Önder) - Kur'an-ı Kerim'de Lanetlenen Soy - Emevî Dinciliğine Karşı Mücadelenin Öncüsü Ebu Zer - Kur'an Verileri Işığında Tasavvuf ve Tarikatlar - Tanrı'dan Başka İnsanüstü Tanımayan İnanç Deizm |